# Kunnaansaari
Kunnaansaari är en ö i Finland. Den ligger i sjön Kortejärvi och i kommunen Taivalkoski i den ekonomiska regionen  Koillismaa ekonomiska region  och landskapet Norra Österbotten, i den norra delen av landet, 600 km norr om huvudstaden Helsingfors. Öns area är 1,6 hektar och dess största längd är 240 meter i sydväst-nordöstlig riktning.